# Lenguas kra
Las lenguas kra o kadai (también llamadas gēyāng (仡央) o kláo-bouxyaeŋz en China) forman una rama de la familia lingüística kra-dai hablada en el sur de China (Yunnan, Guangxi, Hainan) y el norte de Vietnam (provincia de Hà Giang). Dentro de las lenguas kra-dai la rama kra ha sido la menos estudida. Algunas lenguas kra sólo fueron descritas en detalle a finales del siglo XX.
El término kra '(ser) humano' deriva de la palabra *kraC (aquí C se refiere al tono reconstruido, según lo reconstruido por Ostapirat (2000)) que aparece en diversas lenguas del grupo en formas variada como kra, ka, fa o ha. Benedict (1942) usó el término compuesto kadai para un grupo filogenético supuesto que incluía tanto a las lenguas kra como a las lenguas hlai, y dicha agrupación es usada aún por Ethnologue.
La rama kra fue identificada por primera vez como un grupo unificado de lenguas por Liang (1990), quien las denominó lenguas geyang 仡央. Geyang 仡央 es un término portmanteau formado por la primera sílaba de ge- en gelao y la última sílaba de -yang en buyang. El término "kra" fue propuesto por Ostapirat (2000) y es el término generalmente utilizado por los estudiosos fuera de China, mientras que "geyang" es el nombre utilizado actualmente en China.

## Distribución geográfica
Las lenguas kra tienen en total unos 22 mil hablantes. En Vietnam, las naciones kra reconocidas oficialmente son Cờ Lao (Gelao), La Chí (Lachi), La Ha (Laha), and Pu Péo (Qabiao). En China, el único pueblo con reconocimiento oficial son los gelaos. El resto de pueblos kra son considerados parte de otras etnicidades como los zhuang, los buyi, los yi o los han.
Dentro de China, las bolsas de hablantes de lenguas kra incluyen la mayor parte de Guizhou, occidental, la prefectura de Baise en Guangxi occidental, prefectura de Wenshan (文山壮族苗族自治州) en Yunnan suroriental, así como la provincia vietnamita de Hà Giang.
El multilingüismo es común entre los hablantes de kra. Por ejemplo, muchos buyang también hablan zhuang. A continuación se lsita las kra conocidas:
- Kra occidental
  - Lachi (拉基, La Chí) – 10 300 (7 863 en Vietnam en 1990; 2 500 en el condado de Maguan en Yunnan (China) en 1995)
  - Gelao (仡佬, Cờ Lao) – 7 900 (hablado en Guizhou, condado de Longlin en Guangxi y en el norte de Vietnam).
  - Laha (拉哈, La Ha) – 1 400 (con reconocimiento oficial en Vietnam; es la lengua kra occidental más divergente)
- Kra oriental
  - Buyang 布央 grupo dialectal – 2 000
    - Paha 巴哈 (considerado una lengua diferente por Ostapirat; hablado en Yangliancun 央连村, Diyu, Guangnan 广南县, Yunnan)
    - Langjia 郎架 (hablado en Langjia 郎架, Funing 富宁县, Yunnan a lo largo de la frontera de Guangxi)
    - Ecun 峨村 (hablado en Ecun 峨村, Funing 富宁县, (Yunnan)).
    - Yalang 雅郎 (Yalhong; hablado en Rongtun 荣屯, Napo 那坡县, Guangxi)

  - Qabiao (Pubiao 普标, Pu Péo) – 700
  - En (Nùng Vên; hablado en el norte de Vietnam) – 250

## Clasificación
Las similitudes morfológicas sguieren que las lenguas kra están más cercanamente emparentadas ocn las lenguas kam-sui que con ninguna otra rama dentro de la familia kra-dai. Existe alrededor de una docena de lenguas kra diferentes, dependiendo de como se clasifiquen las diferentes hablas. El bloque dialectal mejor conocido es el gelao (klao), con alreddor de 8000 hablantes en China en una población étnica de aproximadamente 500 000 personas. La clasificación interna propuesta por Ostapirat (2000), divide a las lenguas kra en 7 bloques dialectales:

|        | Laha (Vietnam) |
|        | |
| Ge‑Chi | \| \| Gelao (6 variedades, Vietnam, China) \| \| \| \| \| \| Lachi (Vietnam, China)[4] \| \| \| \| \| \| Qau(Guizhou, China) \| \| \| \| |
|        | \| \| Gelao (6 variedades, Vietnam, China) \| \| \| \| \| \| Lachi (Vietnam, China)[4] \| \| \| \| \| \| Qau(Guizhou, China) \| \| \| \| |
|        | Gelao (6 variedades, Vietnam, China) |
|        | |
|        | Lachi (Vietnam, China) |
|        | |
|        | Qau(Guizhou, China) |
|        | |

|  | Gelao (6 variedades, Vietnam, China) |
|  |                                      |
|  | Lachi (Vietnam, China)               |
|  |                                      |
|  | Qau(Guizhou, China)                  |
|  |                                      |

|           | Paha (generalmente considerado parte del buyang)                                                                         |
|           | |
| Yang‑Biao | \| \| Buyang (China) \| \| \| \| \| \| En (Vietnam) \| \| \| \| \| \| Qabiao (Laqua, Pupeo) (Vietnam, China) \| \| \| \| |
|           | \| \| Buyang (China) \| \| \| \| \| \| En (Vietnam) \| \| \| \| \| \| Qabiao (Laqua, Pupeo) (Vietnam, China) \| \| \| \| |
|           | Buyang (China) |
|           | |
|           | En (Vietnam) |
|           | |
|           | Qabiao (Laqua, Pupeo) (Vietnam, China)                                                                                   |
|           | |

|  | Buyang (China)                         |
|  |                                        |
|  | En (Vietnam)                           |
|  |                                        |
|  | Qabiao (Laqua, Pupeo) (Vietnam, China) |
|  |                                        |

|        | Laha (Vietnam) |
|        | |
| Ge‑Chi | \| \| Gelao (6 variedades, Vietnam, China) \| \| \| \| \| \| Lachi (Vietnam, China)[4] \| \| \| \| \| \| Qau(Guizhou, China) \| \| \| \| |
|        | \| \| Gelao (6 variedades, Vietnam, China) \| \| \| \| \| \| Lachi (Vietnam, China)[4] \| \| \| \| \| \| Qau(Guizhou, China) \| \| \| \| |
|        | Gelao (6 variedades, Vietnam, China) |
|        | |
|        | Lachi (Vietnam, China) |
|        | |
|        | Qau(Guizhou, China) |
|        | |

|  | Gelao (6 variedades, Vietnam, China) |
|  |                                      |
|  | Lachi (Vietnam, China)               |
|  |                                      |
|  | Qau(Guizhou, China)                  |
|  |                                      |

|           | Paha (generalmente considerado parte del buyang)                                                                         |
|           | |
| Yang‑Biao | \| \| Buyang (China) \| \| \| \| \| \| En (Vietnam) \| \| \| \| \| \| Qabiao (Laqua, Pupeo) (Vietnam, China) \| \| \| \| |
|           | \| \| Buyang (China) \| \| \| \| \| \| En (Vietnam) \| \| \| \| \| \| Qabiao (Laqua, Pupeo) (Vietnam, China) \| \| \| \| |
|           | Buyang (China) |
|           | |
|           | En (Vietnam) |
|           | |
|           | Qabiao (Laqua, Pupeo) (Vietnam, China)                                                                                   |
|           | |

|  | Buyang (China)                         |
|  |                                        |
|  | En (Vietnam)                           |
|  |                                        |
|  | Qabiao (Laqua, Pupeo) (Vietnam, China) |
|  |                                        |

De acuerdo con Edmonson (2002), el laha es demasiado conservador para ser una lengua kra occidental, y este autro considera forma una rama por sí mismo. Ethnologue incluye erróneamente las lenguas hlai de Hainan como parte del kra; siguiendo una propuesta de Benedict, que ha sido desechada por la mayor parte especialistas como Ostapirat o Edmondson.

## Descripción lingüística
Varias lenguas kra tienen grupos de consonantes inusuales en la región y palabras sesquisilábicas o disilábicas, mientras que otras lenguas kra-dai tienden a tener sólo una sílaba y sin grupos consonánticos. Los disílabos en buyang han sido utilizados por Sagart (2004) para apoyar la opinión de que las lenguas kra-dai son un subgrupo dentro de la familia austronesia. A diferencia de las lenguas tai y kam-sui, la mayoría de las lenguas kra, incluidas el gelao y el buyang, han conservado los sistemas numéricos proto-kra-dai. La única otra rama kra-dai que lo conserva es la rama hlai. La mayoría de las otras lenguas kra-dai adoptaron numerales chinos hace más de 1000 años.
Como ha señalado Jerold A. Edmondson, las lenguas kra contienen palabras referentes a la metalurgia, artesanía y agricultura que no están atestiguadas en ninguna otra lengua kra-dai. Esto sugiere que los pueblos kra pueden haber desarrollado o tomado prestadas muchas innovaciones tecnológicas independientemente de los pueblos tai y kam-sui.

### Comparación léxica
| Lengua             | '1'        | '2'         | '3'       | '4'     | '5'      | '6'              | '7'         | '8'       | '9'        | '10'         |
| ------------------ | ---------- | ----------- | --------- | ------- | -------- | ---------------- | ----------- | --------- | ---------- | ------------ |
| Proto- Austronesio | *isa       | *duSa       | *telu     | *Sepat  | *lima    | *enem            | *pitu       | *walu     | *Siwa      | *sa-puluq    |
| Proto-Kra          | *tʂəm C    | *sa A       | *tu A     | *pə A   | *r-ma A  | *x-nəm A         | *t-ru A     | *m-ru A   | *s-ɣwa B   | *pwlot D     |
| Buyang, Baha       | tɕam45     | θa32        | tu32      | pa32    | m̥a33     | nam31            | ðu33        | mu31      | dʱa3       | pʷat5        |
| Buyang, Ecun       | pi53       | θa24        | tu24      | pa24    | ma44     | nam24            | tu44        | ma ðu4    | va55       | put5         |
| Buyang, Langjia    | am35       | ɕa54        | tu54      | pa54    | ma312    | nam54            | ðu312       | ma ðu312  | va11       | put55        |
| Buyang, Yerong     | ɔm55       | θau53       | taːi53    | po53    | mo43     | naːm53           | təu31       | ɬəu43     | vo55       | pɔt55        |
| En (Nung Ven)      | ʔam32      | θa243       | tu243     | pa33    | ma243    | nəm243           | ʔam32 tu243 | me32 ru3  | wa54       | θət3         |
| Qabiao             | tɕia3      | ɕe53        | tau53     | pe53    | ma33     | ma33 nam35       | ma33 tu53   | ma33 ʐɯ3  | ma33 ɕia31 | pət31        |
| Laha, Wet          | tɕɐm31     | sa343       | tu343     | pɑ343   | mɑ33     | dɐm343           | tʰo343      | ma33 hu33 | so33 wa24  | pɤt23        |
| Lachi              | tɕa33      | su11        | te11      | pu11    | m̩11      | ȵiã11            | te24        | ŋuɛ11     | liu24      | pɛ11         |
| Gelao, Bigong      | sɿ55 təɯ33 | səɯ31 təɯ33 | tɔ31      | pɔ31    | mɔ31     | nai31            | tʰɔ31       | ʑɔ31      | ʑɔu31      | hui13        |
| Gelao, Moji        | tsɿ53      | səu31       | ta31      | pu31    | mlau31   | tɕʰau31          | xei31       | xe31      | kəu31      | tsʰei53      |
| Gelao, Puding      | se55       | so55        | tua55     | pu45    | mu53     | naŋ53            | ɕi33        | vra53     | su33       | paɯ33        |
| Gelao, Pudi        | sɪ55       | səɯ42       | tji42     | pau42   | mau31    | mjaŋ31           | te42        | ɣe31      | sau13      | ɕye13        |
| Gelao, Red         | tsə44      | se33        | tua44     | pu44    | maŋ44    | ɬoŋ44            | te44        | wu35      | ʂe35       | la51 kwe44   |
| Gelao, White       | tsɿ33      | sɯn35       | tau55     | pu55    | mlən35   | tɕʰau55          | hi55        | ɕiau55    | ku55       | tɕʰiu33      |
| Gelao, Sanchong    | ʂɿ43       | ʂa45        | tau45     | pu45    | mei21    | ȵaŋ21            | tʂau45      | ʑau21     | ʂo43       | sɿ43 pie43   |
| Mulao              | tsɿ53      | ɬu24        | ta24      | pʰu24   | mu31     | ȵe31             | sau31       | ɣau31     | so24       | ve53         |
| Gelao (Heijiaoyan) | sɿ44       | sɑ44        | tuu44     | pu44    | -        | -                | -           | -         | -          | -            |
| Gelao (Jianshan)   | ʐɤ42       | sw42        | tuɑ42     | pu44    | -        | -                | -           | -         | -          | -            |
| Gelao (Banliwan)   | i53        | ɑ53         | ɑ53 muŋ53 | ɑŋ44    | -        | -                | -           | -         | -          | -            |
| Gelao (Zunyi)      | 失 (shi)   | 沙 (sha)    | 刀 (dao)  | 波 (bo) | 媒 (mei) | 娘召 (niangshao) | 召 (shao)   | 饶 (rao)  | 署 (shu)   | 失不 (shibu) |
| Gelao (Renhuai)    | 思 (shi)   | 沙 (sha)    | 刀 (dao)  | 波 (bo) | 差 (cha) | 良 (liang)       | -           | 绕 (rao)  | 素 (su)    | 死比 (sibi)  |